# Pseudozarba bella
Pseudozarba bella är en fjärilsart som beskrevs av Rothschild 1921. Pseudozarba bella ingår i släktet Pseudozarba och familjen nattflyn. Inga underarter finns listade.